# یاگئو
یاگئو (انگلیسی: Yageo) شرکت الکترونیک تایوانی است، که در سال ۱۹۷۷ تأسیس شد.